# حمله ژوئن ۲۰۲۳ به جنین
در ۱۹ ژوئن ۲۰۲۳، سربازان اسرائیلی و افسران پلیس مرزی برای دستگیری دو مظنون تحت تعقیب وارد اردوگاه پناهندگان جنین شدند. این عملیات منجر به درگیری بین مردان مسلح فلسطینی از گردان‌های جنین و سربازان اسرائیلی شد. درگیری‌ها منتهی به کشته شدن هفت فلسطینی و زخمی شدن بیش از ۹۰ فلسطینی دیگر انجامید. ۸ سرباز اسرائیلی در اثر انفجار بمب دست‌ساز (IED) به ویژه یک بمب کنار جاده ای مجروح شدند. این تهاجم به انتقام‌جویی علیه اسرائیلی‌ها و فلسطینی‌ها در کرانه باختری اشغالی منجر شد.